# A király él
Az A király él (eredeti címe: The King Is Alive) 2000-ben bemutatott dán filmdráma, amelyet Kristian Levring rendezett. A forgatókönyvet Levring és Anders Thomas Jensen készítette. A főbb szerepekben Miles Anderson, Romane Bohringer és David Bradley. 2000. május 11-én mutatták be a cannes-i fesztiválon, ahol Un certain regard díjára jelölték. Dániában 2001. január 5-től vetítették a mozikban, Magyarországon tévébemutatója volt 2007. február 1-jén.

## Történet
Egy csapat turista a Namib-sivatagban reked, amikor eltéved a busz, és kifogy az üzemanyag. A turistákat répakonzerv és harmat tartja életben, de tehetetlenül csapdába esnek, teljesen elzárva a világ többi részétől. Miközben a bátorság és az erkölcsi tartás gyengül, a kapcsolatok pedig meginognak, Henry, a színházi menedzser rábeszéli a csoportot, hogy adják elő Shakespeare Lear király című színművét. Az idő haladtával azonban a való életük egyre jobban hasonlít a tragédiához.

## Szereplők
| Szerep    | Színész              | Magyar hangja      |
| --------- | -------------------- | ------------------ |
| Jack      | Miles Anderson       | Bordás János       |
| Catherine | Romane Bohringer     | Haumann Petra      |
| Henry     | David Bradley        | Sörös Sándor       |
| Charles   | David Calder         | Várday Zoltán      |
| Ray       | Bruce Davison        | Rosta Sándor       |
| Ashley    | Brion James          | Varga Tamás        |
| Kanana    | Peter Khubeke        | n.a                |
| Moses     | Vusi Kunene          | Ifj. Jászai László |
| Gina      | Jennifer Jason Leigh | F. Nagy Erika      |
| Liz       | Janet McTeer         | Makay Andrea       |
| Paul      | Chris Walker         | Juhász György      |
| Amanda    | Lia Williams         | Németh Kriszta     |

## Fogadtatás

### Kritikai visszhang
A film megítélése általánosságban jó volt. A Rotten Tomatoeson 60%-os minősítést ért el 68 értékelés alapján, az összefoglaló szerint: „Bár a cselekmény meglehetősen mesterkéltnek tűnik, az együttes színészi játék ebben a Dogme 95 filmben jó.” Lisa Schwarzbaum az Entertainment Weeklytől azt írta: „Ez a színektől és mozgástól lüktető, hatalmas, dűnékkel teli táj egy teljesen új módja a már megszokott trükkök használatának.” Roger Ebert azt írta: „Minél jobban értékeled, amit tenni próbálnak, annál jobban tetszik.” Jonathan Foreman a New York Posttól azt írta: „A nemzetközi színészgárdából Levring majdnem elég erős alakításokat kap, hogy elterelje a figyelmet arról, hogy a Lear király választása által oly öntudatosan felállított nagyszabású témák közül semmit sem sikerült kidolgoznia.”
A MetaCritic 52 pontot adott a 100-ból 25 vélemény alapján. Dana Stevens a New York Timestól azt írta: „A szereplők, akik a filmben bemutatottnál alig kevésbé szörnyű körülmények között dolgoztak, komor, meggyőző improvizáló ritmusban dolgoznak együtt.” Kevin Thomas a Los Angeles Timestól azt írta: „A stílusos és komor A király él nélkülözi a kinyilatkoztatás hatását, ami miatt érdemes lett volna végigjárni az utat.” Desson Thomson a Washington Posttól azt írta: „A [film] a szereplők érdekes, félig-érdekes, unalmas és néha kínos (látszólag improvizált) pillanatainak összefűzött gyűjteményévé válik.”

### Bevétel adatai
A Box Office Mojo szerint a film 17 ezer dolláros bevételt ért el, a költségvetésről nincs információ.

## Fontosabb díjak és jelölések
| Esemény                        | Díj                   | Eredmény |
| ------------------------------ | --------------------- | -------- |
| 2000-es cannes-i filmfesztivál | Un certain regard díj | Jelölve  |
| 2002-es Dán Filmdíjak          | Legjobb film          | Jelölve  |
| 2002-es Dán Filmdíjak          | Legjobb operatőr      | Elnyerte |